# Challa-Ogoi
Challa-Ogoi è un arrondissement del Benin situato nella città di Ouèssè (dipartimento delle Colline) con 10.110 abitanti (dato 2006).